# Col de la Loge
De Col de la Loge is een bergpas in de Monts du Forez (deel van het Franse Centraal Massief) in het Franse departement Loire. De pasweg, de D996, kruist de Monts du Forez van west naar oost. De pas ligt ten noorden van de Col du Béal. Op de pas bevinden zich langlaufpistes met een totale lengte van 45 kilometer.